# راسنا
راسنا (به لاتین: Řásná) یک منطقهٔ مسکونی در جمهوری چک است که در ناحیه ییهلاوا واقع شده‌است. راسنا ۱۳٫۵۱ کیلومتر مربع مساحت و ۲۱۸ نفر جمعیت دارد و ۶۲۱ متر بالاتر از سطح دریا واقع شده‌است.